# John L. Balderston
John L. Balderston est un scénariste américain, né le 22 octobre 1889 à Philadelphie, en Pennsylvanie, et mort le 8 mars 1954 à Los Angeles, en Californie (États-Unis).

## Filmographie partielle
- 1931 : Frankenstein de James Whale
- 1932 : La Momie (The Mummy) de Karl Freund
- 1933 : Berkeley Square de Frank Lloyd
- 1935 : Les Trois Lanciers du Bengale (The Lives of a Bengal Lancer) de Henry Hathaway
- 1935 : The Mystery of Edwin Drood de Stuart Walker
- 1935 : La Fiancée de Frankenstein (Bride of Frankenstein) de James Whale
- 1935 : Les Mains d'Orlac (Mad Love) de Karl Freund
- 1936 : La Chasse aux millions (The Amazing Quest of Ernest Bliss) d'Alfred Zeisler
- 1936 : Le Dernier des Mohicans (The Last of the Mohicans) de George B. Seitz
- 1936 : Cerveaux de rechange (The Man Who Changed His Mind) de Robert Stevenson
- 1936 : L'Ennemie bien-aimée (Beloved Enemy) de H. C. Potter
- 1937 : Le Prisonnier de Zenda (The Prisoner of Zenda) de John Cromwell
- 1940 : Passion sous les tropiques (Victory) de John Cromwell
- 1941 : Scotland Yard (en) de Norman Foster
- 1941 : Chagrin d'amour (Smilin' Through) de Sidney Franklin
- 1942 : Tennessee Johnson de William Dieterle
- 1942 : Le Cargo des innocents de Robert Z. Leonard
- 1944 : Hantise (Gaslight) de George Cukor
- 1951 : The House in the Square de Roy Ward Baker
- 1952 : Le Prisonnier de Zenda (The Prisoner of Zenda) de  	Richard Thorpe